# Stygnoleptes crassus
Stygnoleptes crassus is een hooiwagen uit de familie Zalmoxioidae.